# Abel Dufresne
Abel Jean Henri Dufresne nacido en Étampes el 8 de noviembre de 1788 y fallecido en 1862, fue un escritor, magistrado y pintor francés, autor de libros de educación y moral.

## Biografía
Hijo del naturalista Jean-Nicolas Dufresne quien participó como cronista en la expedición de La Pérouse desembarcando en Macao en febrero de 1787. Fue admitido dentro del grupo de abogados de París y se convirtió en juez suplente en Sena durante el periodo de los Cien Días. Después de perder su plaza durante la Segunda restauración, estudió pintura con dos paisajistas, Jean-Victor Bertin y Louis Étienne Watelet, exponiendo algunos lienzos en el "Salon du Musée royal des arts" en 1817 y 1819.
Abel Dufresne publicó una serie de libros de educación y moral que tuvieron un éxito importante y fueron traducidos a varios idiomas. Después de la Revolución de 1830, regresó al magistrado y se convirtió en procurador general en Bastia y Metz, posteriormente fue presidente de la Corte de Apelaciones de Besanzón.

## Obras
- Les Douceurs de la vie, ou les Petites félicités qui s'y rencontrent à tout moment (1816)
- Le Monde et la retraite, ou Correspondance de deux jeunes amies (2 volumes, 1817)
- Samuel d'Harcourt, ou l'Homme de lettres (2 volumes, 1820)
- Contes à Henriette (1822)
- Nouveaux contes à Henriette (1824)
- Pensées, maximes et caractères (1826)
- Leçons de morale pratique, à l'usage des classes industrielles (1826)
- Contes à Henri (1828)
- Agenda moral des enfants, ou Moyens d'embellir la vie (1829). Reeditado bajo el título L'Art de fixer les souvenirs, ou Choix de pensées, conseils, proverbes et maximes à l'usage de la jeunesse (1840)
- Nouveaux contes à Henri (1835)
- Le Livre du pauvre (1854)